# Ladingen sneeuw voor de behoeftige schapen
Ladingen sneeuw voor de behoeftige schapen is een hoorspel van Inger Christensen. Massenhaft Schnee für die darbenden Schafe werd op 2 januari 1972 door de Süddeutscher Rundfunk uitgezonden. Jan F. de Zanger vertaalde het en de KRO zond het uit in het programma Dinsdagavondtheater op dinsdag 3 april 1973. Het hoorspel duurde 40 minuten.

## Rolbezetting
- Ingeborg Uyt den Boogaard
- Paul Deen
- Bert Dijkstra
- Joke Reitsma-Hagelen
- Eva Janssen
- Hans Karsenbarg
- Paul van der Lek
- Huib Orizand
- Willy Ruys
- Hans Veerman
- Bob Verstraete

## Inhoud
Een revolutionaire groep, tegen de achtergrond van een sneeuwlandschap in het Verre Oosten, zendt via een radiostation mededelingen uit. De interne omstandigheden van de groep zijn gekenmerkt door een gewelddadige en moorddadige strijd om de macht. De mededelingen zelf zijn slechts aan de hand van bepaalde codelijsten te ontcijferen. "Het is daarom twijfelachtig", aldus de schrijfster, "of deze code ontcijferd en in overeenstemmig met de bedoeling gebruikt kan worden. Maar dan moet hij indirect begrepen kunnen worden als een code die symptomatisch is voor de verhouding tussen welke alternatieve groep ook en welk geëtableerd systeem ook. Als hij dus niet gebruikt kan worden in overeenstemming met de bedoeling, kan hij misschien in overeenstemming met de bedoeling misbruikt worden om althans iets te onthullen van de bewegingen, gemoedsbewegingen, verwarringen, infiltraties en ondoorzichtige verdelingen van de verantwoordelijkheid die zich voortdurend verliezen in die onduidelijke ruimte tussen theorie en praktijk, om de verborgen overgangen te onthullen tussen de manier waarop iets een deel van de oplossing kan zijn en de manier waarop iets een deel van het probleem kan zijn. De vraag is dus: wie zijn de verdwaalde schapen? Of zouden we moeten zeggen: wie zijn de misleide schapen? Eén ding is in ieder geval zeker: als je leert een schaap te voeren, ben jij het ook die de verantwoordelijkheid voor de wereld te dragen krijgt..."